# Grupo lineal
Un grupo lineal es una forma matemática de describir simetrías asociadas con los desplazamientos sobre una recta. Estas simetrías incluyen la repetición a lo largo de esa recta, convirtiéndola en una retícula unidimensional. Sin embargo, los grupos lineales pueden tener más de una dimensión y pueden incluir esas dimensiones en sus isometrías o transformaciones de simetría.
Un grupo lineal se construye tomando un grupo puntual en la dimensión total del espacio, y luego agregando traslaciones o desplazamientos sobre una recta a cada uno de los elementos del grupo de puntos, de la misma manera que se genera un grupo espacial. Estos desplazamientos incluyen las repeticiones, y una fracción de la repetición, con una fracción para cada elemento. Por conveniencia, las fracciones se escalan al tamaño de la repetición; por lo tanto, están dentro del segmento de retícula unitaria de la recta.

## Unidimensional
Existen 2 grupos lineales unidimensionales. Son los límites infinitos de los grupos puntuales bidimensionales discretos Cn y Dn:
| Notaciones | Notaciones | Notaciones | Notaciones | Descripción                                                     | Ejemplo                 |
| Intl       | Orbifold   | Coxeter    | P.G.       | Descripción                                                     | Ejemplo                 |
| ---------- | ---------- | ---------- | ---------- | --------------------------------------------------------------- | ----------------------- |
| p1         | ∞∞         | [∞]+       | C∞         | Traslaciones. Grupo abstracto Z, de los enteros bajo la adición | ... --> --> --> --> ... |
| p1m        | *∞∞        | [∞]        | D∞         | Reflexiones. Grupo abstracto Dih∞, el grupo diedral infinito    | ... --> <-- --> <-- ... |

## Bidimensional
Existen 7 tipos de frisos, que implican reflexiones respecto a una recta, reflexiones perpendiculares a la recta y rotaciones de 180° en las dos dimensiones.
| IUC  | Orbifold | Schönflies | Conway | Coxeter | Dominio fundamental |
| ---- | -------- | ---------- | ------ | ------- | ------------------- |
| p1   | ∞∞       | C∞         | C∞     | [∞,1]+  |                     |
| p1m1 | *∞∞      | C∞v        | CD2∞   | [∞,1]   |                     |
| p11g | ∞x       | S2∞        | CC2∞   | [∞+,2+] |                     |
| p11m | ∞*       | C∞h        | ±C∞    | [∞+,2]  |                     |
| p2   | 22∞      | D∞         | D2∞    | [∞,2]+  |                     |
| p2mg | 2*∞      | D∞d        | DD4∞   | [∞,2+]  |                     |
| p2mm | *22∞     | D∞h        | ±D2∞   | [∞,2]   |                     |

## Tridimensional
Hay 13 familias infinitas de grupos lineales tridimensionales, derivado de las 7 familias infinitas de grupos puntuales tridimensionales axiales. Al igual que con los grupos espaciales en general, los grupos lineales con el mismo grupo de puntual pueden tener diferentes patrones de desplazamiento. Cada una de las familias se basa en un grupo de rotaciones alrededor del eje con orden n. Los grupos se enumeran en la notación de Hermann-Mauguin y, para los grupos puntuales, en la notación de Schönflies. No parece haber una notación comparable para los grupos lineales. Estos grupos también se pueden interpretar como patrones del grupo del papel pintado envueltos alrededor de un cilindro n veces, que se repiten infinitamente alrededor del eje del cilindro, al igual que los grupos puntuales tridimensionales y los grupos de frisos. La tabla de estos grupos es:
| Grupo puntual | Grupo puntual | Grupo puntual | Grupo puntual | Grupo puntual | Grupo lineal | Grupo lineal | Grupo lineal      | Grupo lineal  | Grupo lineal  | Grupo lineal  | Grupo lineal      |
| H-M           | H-M           | Schönf.       | Orb.          | Cox.          | H-M          | H-M          | Tipo desplaz.     | Papel pintado | Papel pintado | Papel pintado | Coxeter [∞h,2,pv] |
| n par         | n impar       | Schönf.       | Orb.          | Cox.          | n par        | n impar      | Tipo desplaz.     | IUC           | Orbifold      | Diagrama      | Coxeter [∞h,2,pv] |
| ------------- | ------------- | ------------- | ------------- | ------------- | ------------ | ------------ | ----------------- | ------------- | ------------- | ------------- | ----------------- |
| n             | n             | Cn            | nn            | [n]+          | Pnq          | Pnq          | Helical: q        | p1            | o             |               | [∞+,2,n+]         |
| 2n            | n             | S2n           | n×            | [2+,2n+]      | P2n          | Pn           | Ninguno           | p11g, pg(h)   | ××            |               | [(∞,2)+,2n+]      |
| n/m           | 2n            | Cnh           | n*            | [2,n+]        | Pn/m         | P2n          | Ninguno           | p11m, pm(h)   | **            |               | [∞+,2,n]          |
| 2n/m          | 2n/m          | C2nh          | (2n)*         | [2,2n+]       | P2n/m        | P2n/m        | Zigzag            | c11m, cm(h)   | *x            |               | [∞+,2+,2n]        |
| nmm           | nm            | Cnv           | *nn           | [n]           | Pnmm         | Pnm          | Ninguno           | p1m1, pm(v)   | **            |               | [∞,2,n+]          |
| nmm           | nm            | Cnv           | *nn           | [n]           | Pncc         | Pnc          | Reflexión plana   | p1g1, pg(v)   | xx            |               | [∞+,(2,n)+]       |
| 2nmm          | 2nmm          | C2nv          | *(2n)(2n)     | [2n]          | P2nmc        | P2nmc        | Zigzag            | c1m1, cm(v)   | *x            |               | [∞,2+,2n+]        |
| n22           | n2            | Dn            | n22           | [2,n]+        | Pnq22        | Pnq2         | Helicoidal: q     | p2            | 2222          |               | [∞,2,n]+          |
| 2n2m          | nm            | Dnd           | 2*n           | [2+,2n]       | P2n2m        | Pnm          | Ninguno           | p2gm, pmg(h)  | 22*           |               | [(∞,2)+,2n]       |
| 2n2m          | nm            | Dnd           | 2*n           | [2+,2n]       | P2n2c        | Pnc          | Planar reflection | p2gg, pgg     | 22×           |               | [+(∞,(2),2n)+]    |
| n/mmm         | 2n2m          | Dnh           | *n22          | [2,n]         | Pn/mmm       | P2n2m        | Ninguno           | p2mm, pmm     | *2222         |               | [∞,2,n]           |
| n/mmm         | 2n2m          | Dnh           | *n22          | [2,n]         | Pn/mcc       | P2n2c        | Planar reflection | p2mg, pmg(v)  | 22*           |               | [∞,(2,n)+]        |
| 2n/mmm        | 2n/mmm        | D2nh          | *(2n)22       | [2,2n]        | P2n/mcm      | P2n/mcm      | Zigzag            | c2mm, cmm     | 2*22          |               | [∞,2+,2n]         |

Los tipos de desplazamiento son:
- Sin desplazamiento.
- Compensación helicoidal con paso de hélice q. Para Cn (q) y Dn (q), la rotación axial k fuera de n tiene un desplazamiento (q/n) k mod 1. Una partícula sometida a las rotaciones en secuencia trazará una hélice. Dn (q) incluye rotaciones de 180° en los ejes en el plano perpendicular; esos ejes tienen el mismo patrón helicoidal de desplazamientos con respecto a sus direcciones.
- Desplazamiento en zigzag. Desplazamiento helicoidal para paso de hélice q = n para el número total 2n. La rotación axial k de 2n tiene 1/2 si es impar, 0 si es par, y lo mismo para los otros elementos.
- Desplazamiento de la reflexión plana. Cada elemento que es un reflejo en una dirección en el plano perpendicular tiene un desplazamiento de 1/2. Esto es análogo a lo que sucede en los grupos de frisos p11g y p2mg.

Téngase en cuenta que los grupos del papel pintado pm, pg, cm y pmg aparecen dos veces. Cada aspecto tiene una orientación diferente con respecto al eje del grupo lineal; reflexión paralela (h) o perpendicular (v). Los otros grupos no tienen tal orientación: p1, p2, pmm, pgg, cmm.
Si el grupo de puntual está restringido por ser un grupo puntual cristalográfico, una simetría de una red tridimensional, el grupo lineal resultante se llama grupo barra. Hay 75 grupos de barras.
- La notación de Coxeter se basa en los grupos del papel pintado rectangulares, con el eje vertical envuelto en un cilindro de simetría de orden n o 2n.

Al ir al límite continuo, con n tendiendo a ∞, los grupos puntuales posibles se convierten en C∞, C∞h, C∞v, D∞ y D∞h, y los grupos de líneas tienen desplazamientos propios, con la excepción del zigzag.

### Simetría helicoidal

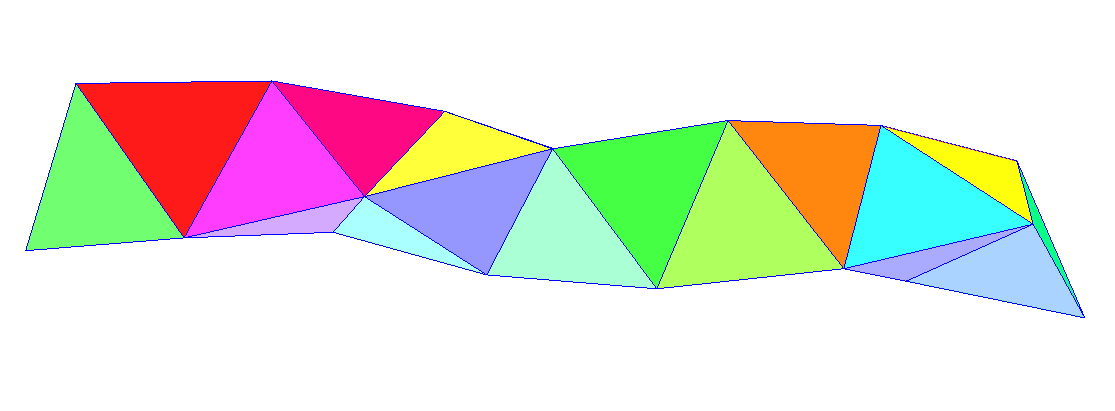
La hélice de Boerdijk-Coxeter, una cadena de tetraedros regulares, muestra simetría helicoidal sin ningún número de giros con el que se repita la orientación original

Los grupos Cn(q) y Dn(q) expresan las simetrías de los objetos helicoidales. Cn (q) es para |q| hélices orientadas en la misma dirección, mientras que Dn (q) es para |q| hélices sin orientación, y 2|q| para hélices con orientaciones alternas. Al invertir el signo de q se crea una imagen especular, se invierte la quiralidad o la orientación de las hélices. Las hélices pueden tener sus propias longitudes de repetición internas; n se convierte en el número de giros necesarios para producir un número entero de repeticiones internas. Pero si el enrollamiento y la repetición interna de la hélice son inconmensurables (la relación no es un número racional), entonces n es efectivamente ∞.
Los ácidos nucleicos, el ácido desoxirribonucleico y el ácido ribonucleico, son bien conocidos por su simetría helicoidal. Los ácidos nucleicos tienen una dirección bien definida, dando cadenas simples Cn(1). Las hebras dobles tienen direcciones opuestas y están en lados opuestos del eje helicoidal, dándoles Dn(1).